# Axiopsis affinis
Axiopsis affinis är en kräftdjursart som först beskrevs av De Man 1888.  Axiopsis affinis ingår i släktet Axiopsis och familjen Axiidae. Inga underarter finns listade i Catalogue of Life.